# Salvatore Adamo
Salvatore Adamo (ur. 1 listopada 1943 w Comiso) – belgijski piosenkarz pochodzenia włoskiego.

## Życiorys
W 1947 jego ojciec przeniósł się z Włoch do Belgii, żeby pracować w kopalniach Walonii. Młodziutki Salvatore wziął udział w konkursie radiofonicznym Radia Luxembourg i wygrał finał w Paryżu, po czym rozpoczął występy publiczne, prezentując swoje pierwsze piosenki, napisane w języku francuskim, odznaczające się interesującym zmysłem melodycznym, będące owocem spotkania tradycji włoskiej z francuską.
Pierwszy sukces przyszedł w 1963 z piosenką Sans toi ma mie (wersja włoska: Sei qui con me). Młody piosenkarz przeniósł się do Paryża gdzie jego debiutancki album 63/64 z takimi piosenkami jak: Tombe la neige i Vous permettez, Monsieur? przyniósł mu światową sławę.
Piosenkarz rozpoczął wydawanie swoich płyt również we Włoszech odnosząc i tu sukces piosenkami: Cade la neve, Vous permettez Monsieur, Perduto amor, Non voglio nascondermi, La notte, Amo, Una ciocca di capelli, Se mai, Non mi tenere il broncio, Lei, Il nostro romanzo, La mia vita, Insieme, Inch’Allah, La tua storia e una favola, Accanto a te l’estate, Felicità i in.
Nagrał również piosenkę Dolce Paola, dedykowaną Paoli Ruffo di Calabria, przyszłej królowej Belgii, w której podobno był zakochany.
We Włoszech piosenką Affida una lacrima al vento (Accroche une larme aux nuages) wygrał Festivalbar w 1968 i zajął pierwsze miejsce na liście przebojów. W tym samym roku jego piosenka Tu somigli all’amore stała się czołówką muzyczną transmisji telewizyjnej „Disco verde”.
W latach 70. jego aktywność piosenkarska we Włoszech uległa ograniczeniu, ale artysta nadal cieszył się światową popularnością w krajach frankofońskich, latynoskich i w Japonii.
W 1976 wystąpił jako gość na Festiwalu w San Remo.
W 1993 piosenkarz został ambasadorem dobrej woli UNICEF na Belgię.
Salvatore Adamo jest jednym z najlepiej zarabiających piosenkarzy w Europie; sprzedał ponad 100 milionów egzemplarzy swoich albumów na całym świecie.

## Piosenki
- „C’est ma vie”
- „Les filles du bord de mer”
- „Sans toi, ma mie”
- „La Nuit”
- „Tombe la neige”
- „Vous permettez, Monsieur”
- „Petit Bonheur”
- „Mes mains sur tes hanches”
- „Inch'Allah”
- „J'avais oublier que les roses sont rose”